# Марія Амелія Бразильська
Марія Амелія Бразильська (порт. Maria Amélia do Brasil), або Марія Амелія де Браганса (порт. Maria Amélia de Bragança), повне ім'я Марія Амелія Августа Євгенія Жозефіна Луїза Теодолінда Хелоїза Франсішка Ксавьєр де Паула Мікаела Ґабріела Рафаела Ґонзаґа де Браганса (порт. Maria Amélia Augusta Eugénia Josefina Luísa Teodolinda Heloísa Francisca Xavier de Paula Micaela Gabriela Rafaela Gonzaga de Bragança; 1 грудня 1831 — 4 лютого 1853) — бразильська принцеса з династії Браганса, донька імператора Бразилії Педру I та принцеси Лейхтенберзької Амелії. Носила прізвисько «Принцеса-квітка» («A Princesa Flor»).

## Життєпис

### Дитинство та юність
Марія Амелія була єдиною донькою імператора Бразилії Педру I та його другої дружини Амелії. Мати завагітніла нею навесні 1831 року ще на території Бразилії. 7 квітня 1831 батько відрікся від престолу на користь сина від першого шлюбу і залишив країну. Його супроводжували дружина і старша донька Марія. На кораблі Амелія дізналася про свій стан. Першою зупинкою на шляху стали Азорські острови, а 10 червня 1831 подружжя ступило на французьку землю у Шербурі. Педру почав займатися переговорами щодо організації військового походу проти брата Мігеля, що узурпував владу в Португалії, а Амелія оселилася в Парижі разом з Марією та Марією Ісабель, позашлюбною донькою чоловіка.
Бути присутніми при народженні дитини Педру, який тепер носив титул герцога Браганса, запросив кількох відомих людей. Серед них були Жозе Жоакім да Роша, один з лідерів руху за незалежність Бразилії, та Августа Баварська, мати Амелії. Пологи відбулися 1 грудня 1831 року. Новонароджену дівчинку нарекли Марія Амелія Августа Євгенія Жозефіна Луїза Теодолінда Хелоїза Франсішка Ксавьєр де Паула Мікаела Ґабріела Рафаела Ґонзаґа. Її хрещеними батьками стали король французів Луї-Філіпп I та його дружина Марія Амелія Неаполітанська. На честь неї Марія Амелія і отримала основне ім'я. Батько був дуже радий і 4 грудня написав старшим дітям листа до Бразилії, де казав: «Божественне провидіння вирішило зменшити мій батьківський смуток через розлуку з вами, розрадивши моє серце народженням ще однієї доньки».

За двадцять днів після цього він вирушив на Мадейру, де очолив військовий наступ на Португалію. Протягом всієї війни Амелія залишалась у Парижі з донькою та падчірками. Коли прийшла звістка про перемогу у Лісабоні, вони попрямували до Португалії і прибули до столиці 22 вересня 1833. Педру зустрічав родину ще на борту корабля. Британський офіцер Чарльз Напьє так описував цю сцену: «Я ніколи не бачив Педру таким щасливим і задоволеним. Він зійшов на борт трохи вище Белена. На сходах його зустрічала імператриця. Педру цілував та обіймав її з великою любов'ю. Марія була дуже зворушена і плакала. Маленька Марія Амелія лякалася його пухнастої бороди і не відповідала на ласки».

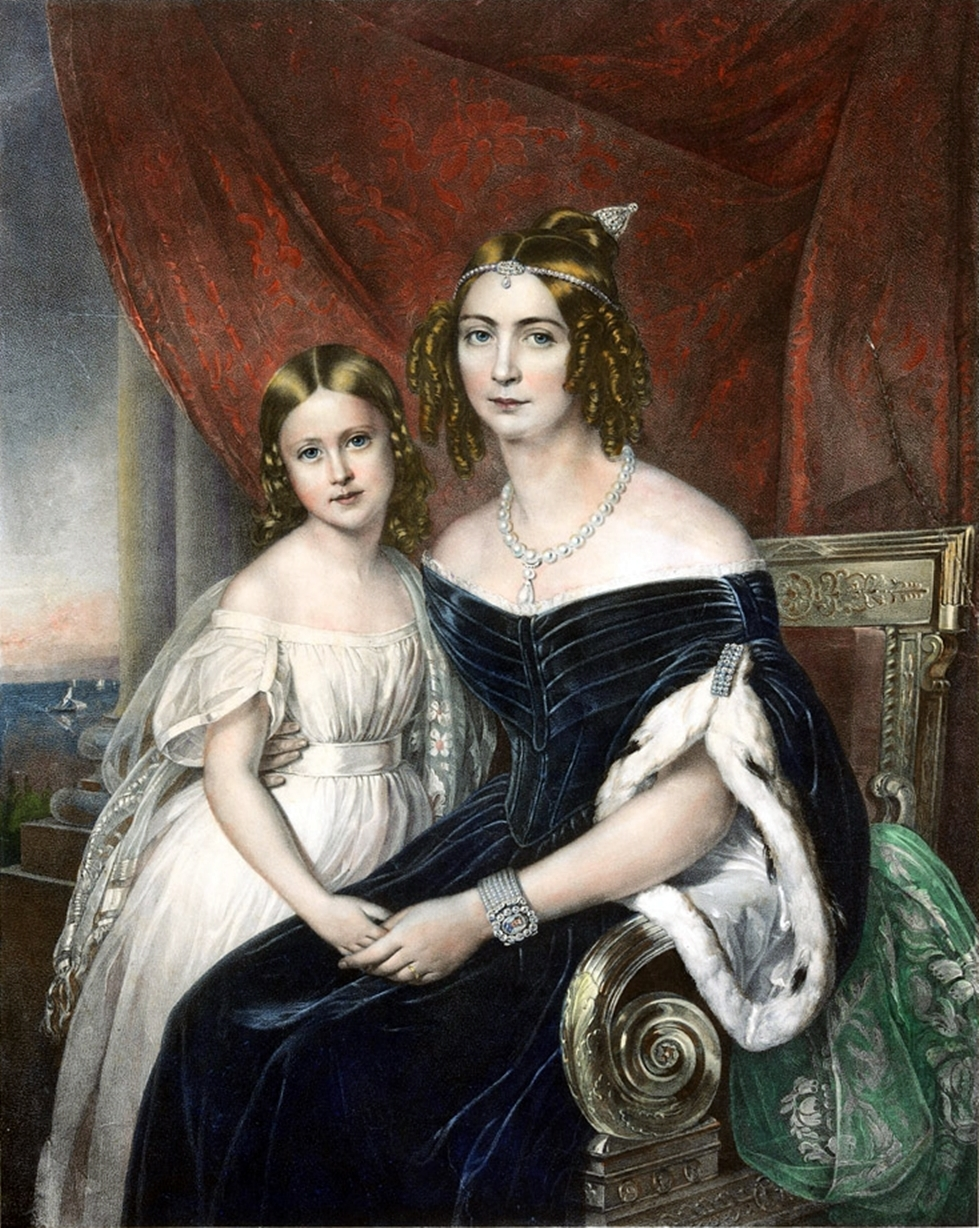
Марія Амелія з матір'ю у 1840

Родина оселилася в палаці Рамальхао, а згодом — в палаці Келуш, поблизу Лісабона. Батько швидко потоваришував з молодшою донькою і багато часу проводив з родиною. Наступного року Марію знову зробили королевою, а Педру — регентом. Та його здоров'я вже було підірване туберкульозом, на який захворів під час війни. Вранці 24 вересня 1834 малу Марію Амелію привели до батька в кімнату. Педру був дуже слабкий, підійнявши руку для благословення, він сказав:«Завжди кажіть цій дитині, як я її ніжно любив… не забувай мене…завжди слухайся матері…це мої останні побажання». У другій половині того ж дня його не стало.
Із матір'ю Марія Амелія переїхала на постійне проживання до палацу Зелених Вікон. Інколи вони здійснювали тривалі подорожі до Баварії, де жила бабуся Августа. Попри те, що мати з донькою жили у Лісабоні, як члени королівської родини Португалії вони не розглядалися, хоча й бували при дворі. 26 січня 1835 дядько Марії Амелії, Август, повінчався у Лісабоні з королевою Марією. Та вже за два місяці він помер від дифтерії.
Амелія подавала клопотання в бразильський уряд, щодо визнання їх з донькою членами імператорської родини Бразилії з правом отримувати пенсію, та поки імператор був ще неповнолітній, прохання відхиляли. Більше того, обом було заборонено з'являтися на території Бразилії. Ситуація змінилася, коли Педру II досяг повноліття. Ще до офіційної коронації, він 5 липня 1841 року визнав мачуху і сестру членами бразильського імператорського дому.
У 1850-му через погіршення відносин із спадкоємцем престолу Педру, Амелія з донькою переїхали до Баварії, де оселилися в монастирі Зеон на березі озера Кімзе. Раніше ця територія входила до посагу імператриці. Та через стан здоров'я юної принцеси невдовзі відбулося повернення до Португалії.

### Особистість

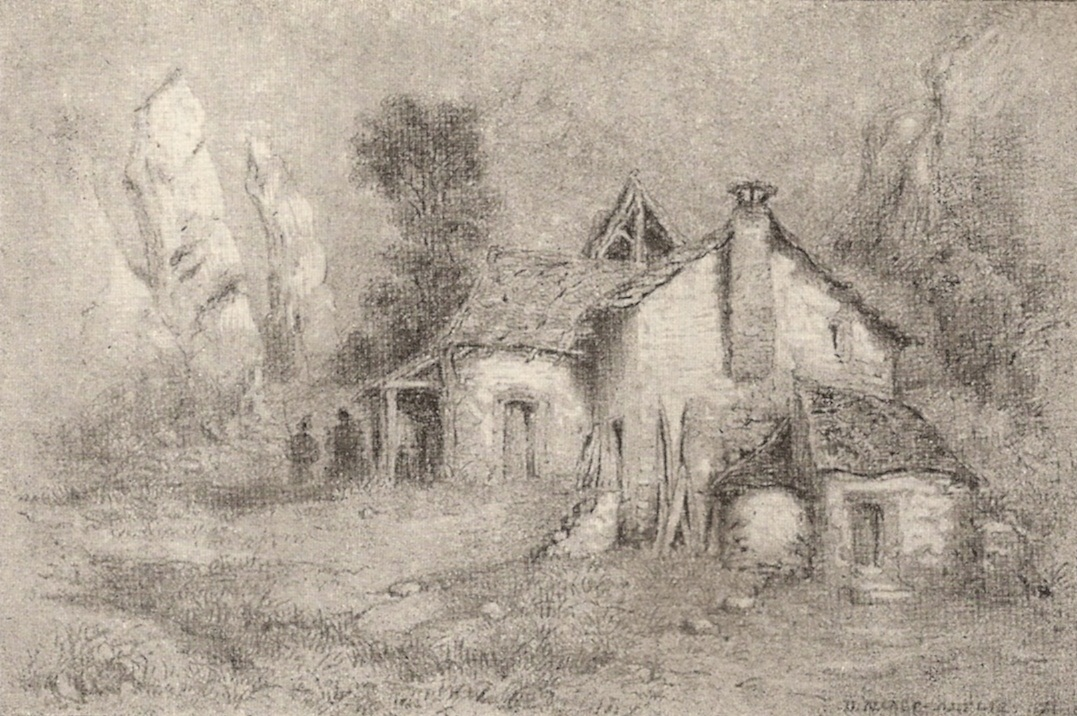
Малюнок Марії Амелії

За даними історика Монтгомері Гайда Марія Амелія була «приголомшливо красивою білявкою з дивовижним інтелектом». ЇЇ описували як дуже добру, благочестиву, інтелігентну та проникливу дівчину, при цьому жваву і жартівливу. Принцеса отримала дуже добру освіту. Гарно грала на фортепіано, малювала, та цікавилася поезією. Вчитель зауважував її винятковий талант до діалектики. Вирісши між двома культурами, вільно володіла португальською, німецькою та французькою мовами.
Головним стимулом навчання для неї завжди була пам'ять про батька. Смерть Педру залишила глибокий слід у свідомості дівчини. Вона часто запитувала в оточуючих, чи щасливий батько на небесах, бачачи її успіхи.
В листі від 27 серпня 1851 Марія Амелія писала:«Я відвідала Келуш. Після смерті батька, я ніколи не бачила цього палацу. Я не могла нічого згадати, зовсім нічого, крім кімнати, де помер мій батько…Там я згадала все. Кожен предмет був вигравіруваний в моїй пам'яті, хоча на той час мені було всього три роки! З великим хвилюванням я зайшла до тієї кімнати! Ліжко..ліжко було тим самим, ті ж штори, той же килим, подушки ті ж…все так добре збереглося…Як шкода…
Сад пречудовий. Мені показали апельсинову рощу, посаджену в тому році, коли помер батько, за його проханням. І платан, посаджений ним…Я відчула глибоку печаль, коли споглядала ці дерева. Це приклад слабкості людського тіла. Людина — найслабша з істот. Вона вже померла, а все, створене нею, зростатиме століттями!»

### Шлюбні плани

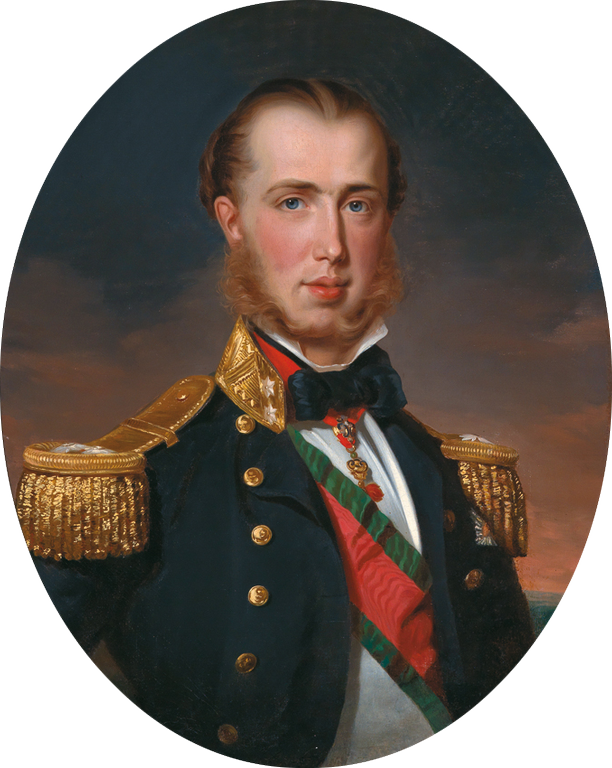
Максиміліан Австрійський

Разом із матір'ю Марія Амелія тривалий час гостювала в Баварії у 1838—1839, 1843 та 1846 роках. Там дівчина часто бачилась із численними німецькими родичами. Ще у 1838, зовсім малою, у шато Тегернзеє, вона познайомилася із своїм однолітком принцом Максиміліаном Австрійським. З часом молоді люди закохалися одне в одного.
На початку 1852 року принц, що тоді служив у воєнно-морському флоті, прибув до Лісабона. Відвідавши королівську родину, він завітав і до домівки колишньої бразильської імператриці. Тоді ж Максиміліан і Марія Амелія повідомили про свій намір побратися. Амелії дуже сподобалася ця пропозиція, а от родина Максиміліана була не в захваті через походження нареченої з дому Богарне. Та офіційним заручинам перешкодила хвороба Марії Амелії.

### Хвороба
У лютому 1852 принцеса захворіла на скарлатину. Ніхто з близьких не турбувався дуже з цього приводу. Але йшли місяці, а кашель не зникав. Він став першим симптомом туберкульозу. Лікарі для відновлення здоров'я рекомендували хворій острів Мадейру. Марія Амелія зауважила: «Кажуть, лихоманки там зникають, як за помахом чарівної палички». На Мадейрі у 1849—1850-му вже проходив лікування її дядько Максиміліан Лейхтенберзький.
26 серпня дівчина разом із матір'ю вирушили у подорож. 31 серпня вони прибули до Фуншалу. Населення міста радісно зустрічало їх і натовпом супроводжувало до нового будинку. Амелія зняла для доньки віллу Quinta Vigia. Ту саму, де два роки тому, жив її брат Максиміліан.

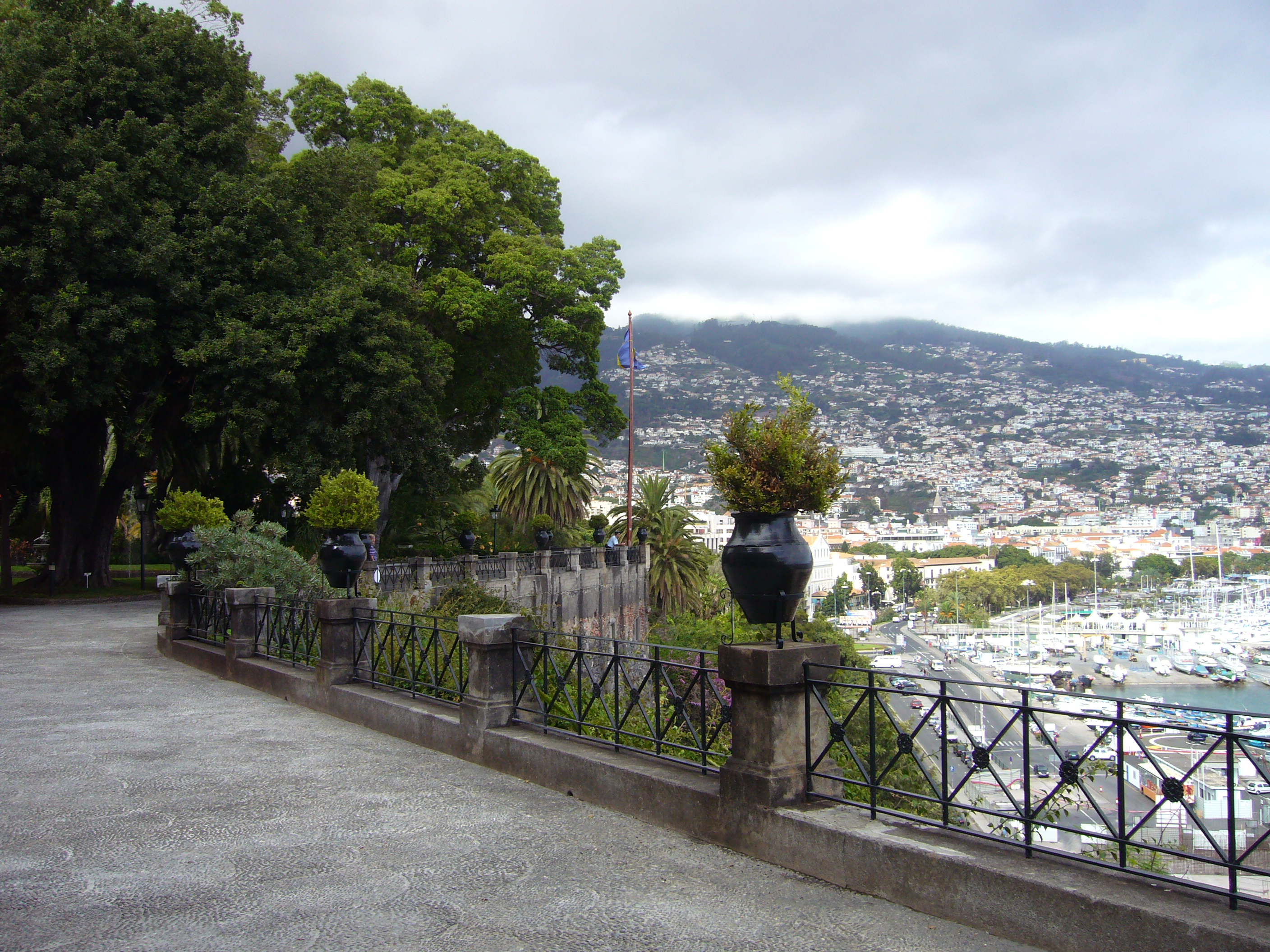
Вигляд на місто з парку вілли Марії Амелії

Принцесі сподобався острів. Щоденно вона здійснювала прогулянки ним і знайомилася з місцевою флорою. З цього приводу вона сказала: «Якщо я колись відновлю сили, то ми, мамо, обов'язково, залишимося на цьому острові тривалий час і будемо ходити пішки в гори…»
Та стан її здоров'я все гіршав і до кінця листопада зникла майже всяка надія на одужання. Вона вже не могла грати на фортепіано та малювати. На початку 1853 Марія Амелія вже не могла вставати з ліжка і розуміла, що скоро її не стане.
4 лютого, після опівночі, священик провів всі необхідні обряди. Принцеса, як могла, заспокоювала матір. Незабаром після четвертої ранку вона померла.
Тіло Марії Амелії було забальзамоване і поміщено до каплиці поруч з домом, де знаходилося, поки його не відвезли до Португалії, куди воно прибуло 7 травня 1853. 12 травня відбувся урочистий похорон в Лісабоні. Вона була похована поруч з батьком в монастирі Сан-Вісенте-де-Фора в Лісабоні. У 1982 її прах було перевезено до Бразилії і перепоховано в монастирі Святого Антонія в Ріо-де-Жанейро, де покояться члени бразильської імператорської родини.

## Згадки
Смерть юної Марії Амелії глибоко вплинула на всіх, хто її знав, включаючи тих, хто ніколи її не бачив особисто. Так, імператор Педру II, який ніколи не бачив зведеної сестри, але тривалий час із нею листувався, за сім років по її смерті записав у своєму щоденнику: «За всі ці роки я так багато чув про свою сестру…дуже шкода, що я так і не зустрівся із нею».

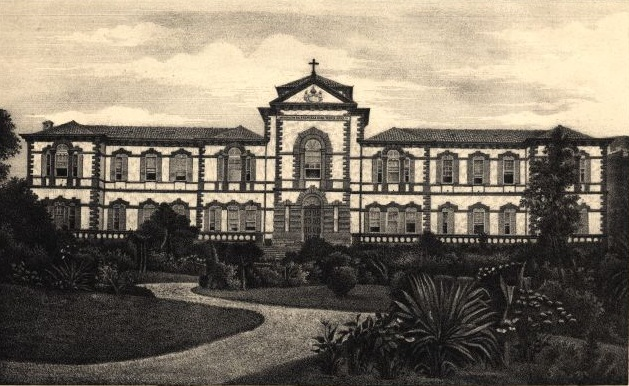
Лікарня доньї Марії Амелії

Амелія відвідувала могилу доньки кожен рік 4 лютого, аж до власної смерті. Вона заснувала у Фуншалі лікарню для хворих на туберкульоз, який було названо на честь Марії Амелії («Hospital Princesa D. Maria Amélia»). Зараз на її території міститься школа та дім для літніх людей.
Максиміліан все наступне життя пам'ятав свою першу наречену. Постійно згадуючи її в своїх щоденниках, він у 1859 році здійснив паломництво на Мадейру, де відвідав лікарню її імені у Фуншалі. Він пожертвував закладу статую Божої Матері, що зберігається тут і досі. Після цього принц зайшов до вілли, де померла Марія Амелія. Він писав про це: «Довго стояв я мовчки із тужливими думками в тіні чудового дерева, що оточує і захищає дім, в якому янгол, за яким я плакав так гірко, покинув цей світ».
У своїх мемуарах згодом Максиміліан писав, що «цей острів, де згасло життя, здавався просто призначеним для тихого щастя».
З Мадейри принц вирушив до Бразилії, де побував у трьох провінціях. За п'ять років по цьому він прийняв пропозицію стати імператором новоствореної Мексиканської імперії. Пам'ятаючи про стабільність і процвітання Бразилії, Максиміліан був впевнений, що досягне такого ж благоденства і в Мексиці. Та у 1867 році він був розстріляний повсталими республіканцями. Маленький медальйон, що він все життя носив на шиї, він перед смертю попросив передати її матері Амелії.

## Нагороди
- Хрест Дона Педро I (Бразилія);
- Орден Троянди (Бразилія);
- Орден Непорочного зачаття Діви Марії Вілла-Викозької (Португалія);
- Орден Святої Королеви Ізабелли (Португалія);
- Орден Королеви Марії Луїзи (Іспанія);
- Орден Зіркового Хреста (Австрія);
- Орден Святої Єлизавети (Баварія).

## В культурі
- У 2008 році на честь 500-річчя міста Фуншал в муніципальному театрі Балтазара Діаса було поставлено оперу «Біла орхідея» (музика Хорхе Сальгієро, лібретто Жуау Агіара), в якій йшлося про вигадану любов принцеси Марії Амелії до садівника Хосе-Марії.[4]